# Alių pelkė
Alių pelkė este o arie protejată (arie specială de conservare — SAC, sit de importanță comunitară — SCI) din Lituania întinsă pe o suprafață de 26 ha, integral pe uscat.

## Localizare
Centrul sitului Alių pelkė este situat la coordonatele 55°28′55″N 25°42′14″E / 55.4819°N 25.7039°E.

## Înființare
Situl Alių pelkė a fost declarat sit de importanță comunitară în mai 2005 pentru a proteja un număr necunoscut de specii din flora spontană și fauna sălbatică aflate în arealul zonei. Situl a fost protejat și ca arie specială de conservare în decembrie 2018.

## Biodiversitate
Situată în ecoregiunea boreală, aria protejată conține 1 habitat natural: Mlaștini împădurite.
La baza desemnării sitului se află un număr nedeclarat de specii protejate.